# Pakokku Chin Hills Tract
Pakokku Chin Hills Tract fou un districte muntanyès de Birmània creat el 1897 amb un territori separat del districte de Pakokku, governat per un superintendent assistent no dependent del superintendent dels Chin Hills Tracts sinó del comissionat de la Divisió de Minbu. La superfície era de 5827 km² i poblat per xins. Tenia a l'est el districte de Pakkoku, al nord-est els Chin Hills Tracts, al sud-est i sud el districte de Minbu; i al sud-oest durant uns 25 km la comarca d'Akyab. A l'oest i nord-oest tenia territori Xin en la part no administrada pels britànics. La muntanya més alta era el Aisating al sud-est. La capital inicial fou Mindat Sakan que es va traslladar a Kanpetlet el 1902 (prop del mont Victòria)
La població el 1901 s'estimava en 13.116 habitants en 264 pobles dividits en deu grups cadascun amb un cap al front.